# Ján Sedal
Ján Sedal (12. dubna 1948 Bratislava – 30. ledna 2025 Křtiny) byl slovenský básník, herec a režisér žijící a působící značnou část života v Brně.

## Kariéra
Vystudoval loutkoherectví na DAMU v Praze, kde pak v 70. letech začínal v undergroundovém divadelním prostředí. Byl členem Bílého divadla, souboru Křesadlo, po několik dekád klíčovým hercem HaDivadla, s nímž působil od roku 1982 v Prostějově a pak od roku 1985 v Brně. Účinkoval také v Arše v řadě rozmanitých inscenací, dále se souborem Vosto5 či v nezávislých projektech, ale také filmech a televizi. Byl držitelem Ceny Thálie za celoživotní mistrovství v alternativním divadle. Divadelní tvorbě se věnoval i autorsky.
V roce 1989 podepsal Chartu 77.
Kromě značného množství herecké a režijní práce v řadě divadelních inscenací, projektů a filmů mu v roce 2018 byla vydána kniha SMS básně, již sestavil dlouholetý Sedalův kolega z HaDivadla a kamarád – herec, režisér a spisovatel Arnošt Goldflam.
V květnu 2018 byl v Brně napaden a těžce zraněn, poté se dlouhou dobu léčil a zůstaly mu dlouhodobé následky. Zemřel v Křtinách 30. ledna 2025 ve věku 76 let.

## Filmografie
Výběr z audiovizuální tvorby:

### Filmy
- Dědictví aneb Kurvahošigutntag (1992)
- Díky za každé nové ráno (1994)
- Hanele (1999)
- Cesta z města (2000)
- Maharal – Tajemství talismanu (2007)
- Hlídač č. 47 (2008)
- Alois Nebel (2011)
- Dědictví aneb Kurvaseneříká (2014)

### Seriály
- Svět pod hlavou (2017)
- Bohéma (2017)
- Vzteklina (2018)
- Rédl (2018)